# Stadsmord
Stadsmord, även kallat urbicid (av latinets urbs ’stad’ och caedo ’döda’), är ett nymyntat begrepp som betecknar storskaligt våld mot en stad och dess befolkning. Termen skiljer sig från folkmord då detta har som syfte utplåna en hel etnisk ras; stadsmordet riktar sig mot staden och alla dess invånare, oavsett vilka de är. Vida praktiserat av Djingis Khan och de mongoliska horderna på 1200-talet.

## Exempel på stadsmord
- Peking (1215) - Hundratusentals döda
- Urgentj (1220) - Omkring 1,2 miljoner döda
- Merv (1221) - Över 1,3 miljoner döda (Historiens blodigaste dag)
- Dresden (1945) - 25 000 - 40 000 döda[2]
- Hiroshima (1945)
- Nagasaki (1945)
- Vukovar (1991)
- Ett stort antal städer i Tyskland och Japan under andra världskriget

Stadsmord riktar sig främst mot civila; i de ovanstående exemplen så utgjorde civila åtminstone 80-90 % av de dödade.